# Bucureștii Noi (cartier)
Bucureștii Noi este un cartier situat în sectorul 1 al Bucureștiului.

## Istorie
La sfârșitul secolului al XIX-lea zona era cunoscută ca Măicănești sau Grefoaicele fiind deținută de Nicolae Basilescu. Domeniul se întindea pe 295 de hectare din care 155 au fost scoase la vânzare, restul fiind donate domeniului public pentru construcția de străzi și parcuri.
În perioada interbelică se construiesc multe case, majoritatea fiind exemple de arhitectură vernaculară (clădiri făcute fără un arhitect). Ele reflectâ stilurile populare în perioadă interbelica: neoromânescul, modernismul Art Deco, și stilul maur sau mauro-florentin. Pentru că nu înțelegeau pe deplin stilurile arhitecturale, mulți proprietari tindeau sa le combine. În 1933 Mișcarea Legionară construiește în Bucureștii Noi, după planurile arhitectului Constantin Iotzu, un sediu central neoromânesc, numit Casa Verde.
În trecut zona a făcut parte din comuna Băneasa și apoi din orașul Grivița. Cartierul a fost integrat în București în anii 1950 când s-a început construcția la primele blocuri pe partea dreaptă a bulevardului Bucureștii Noi.
Primele blocuri de locuință au apărut în anii 1954-1958, folosind o arhitectură tipică a erei respective (realism socialist). Blocurile cu 10 etaje (și alte trei blocuri cu 4 etaje) au fost construite între 1965-1970. În acest cartier, însă, predomină casele construite începând cu anii 1930.

## Privire de ansamblu
Bucureștii Noi este un cartier în care s-a construit foarte mult în ultimii ani. În centrul cartierul se află Parcul Bazilescu (cunoscut ca Nicolae Bălcescu în perioada comunistă). Vis-a-vis de parc se află biserica Bazilescu.
Străzile sunt dispuse simetric sub formă de grilaj, oferind parcele de 300 de metri pentru construcția caselor sau vilelor cu un număr mic de apartamente. Peisajul este dominat de vile în care trăiesc un număr mic de familii. Construcțiile din această zonă sunt o alternativă la blocurile de apartamente din alte cartiere. Cartierul este popular datorită infrastructurii bune.

## Vegetație
Lacul Grivița la nord și est, grădinile caselor și Parcul Bazilescu din centrul cartierului, fac din acesta o zonă cu o bogată vegetație și aer curat.

## Transport
Ieșirile cu acces ușor către nordul capitalei, precum și accesul facil către Aeroporturile Băneasa și Otopeni fac din această zonă una preferată pentru locuire de către oamenii de afaceri români și străini. Proiecte urbanistice dezvoltate și în curs de dezvoltare în zona restaurantului cu specific românesc "Doi Cocoși" extind cartierul spre linia de centură, deși formal zona respectivă este denumită Cartierul Străulești.
- - Troleibuz: 95, 97
  - Autobuz: 112
  - Metrou: Magistrala 4 - Parc Bazilescu, Laminorului

## Galerie

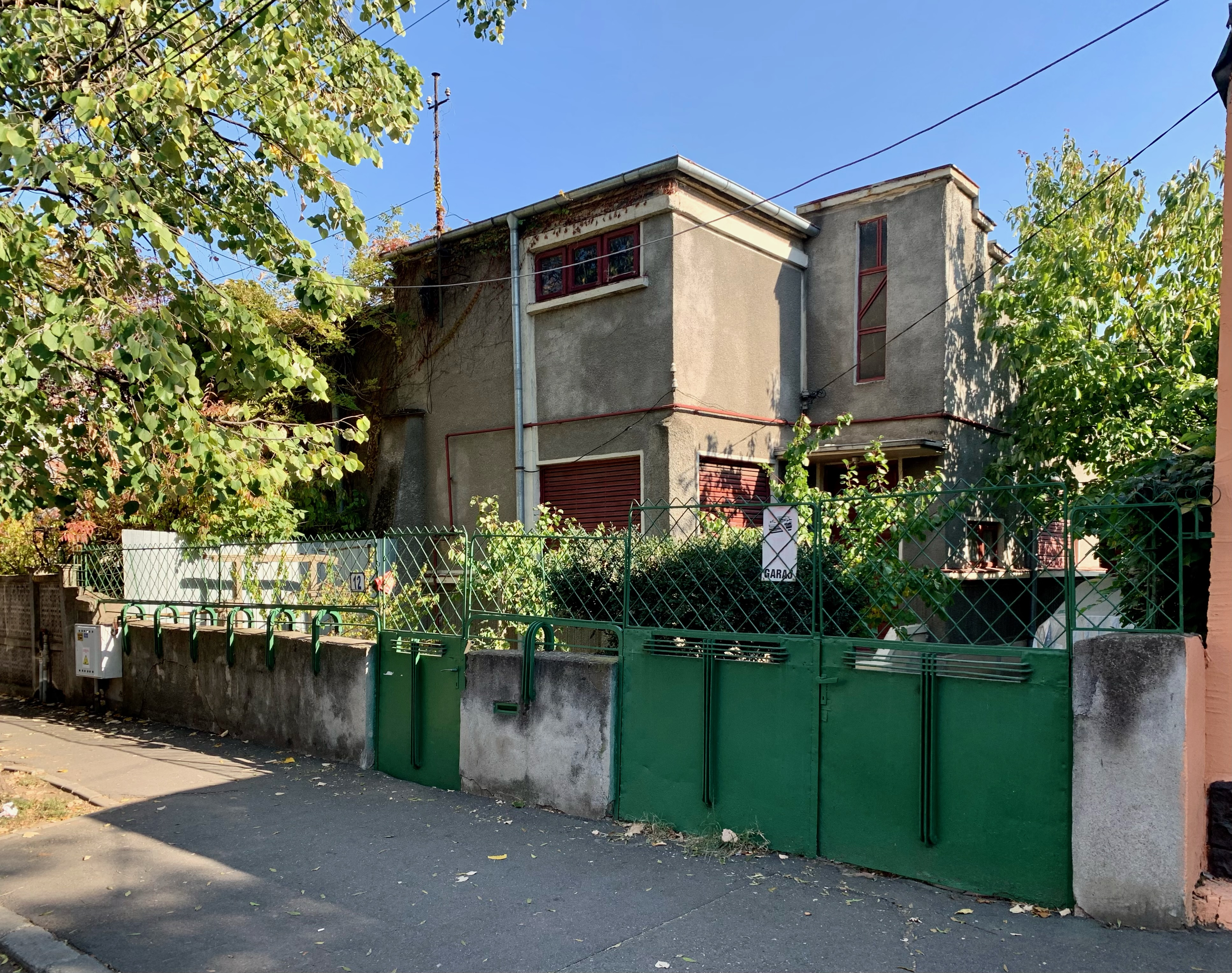
Bulevardul Gloriei nr. 12, probabil vernacular, anii 1930, un exemplu de arhitectură Art Deco
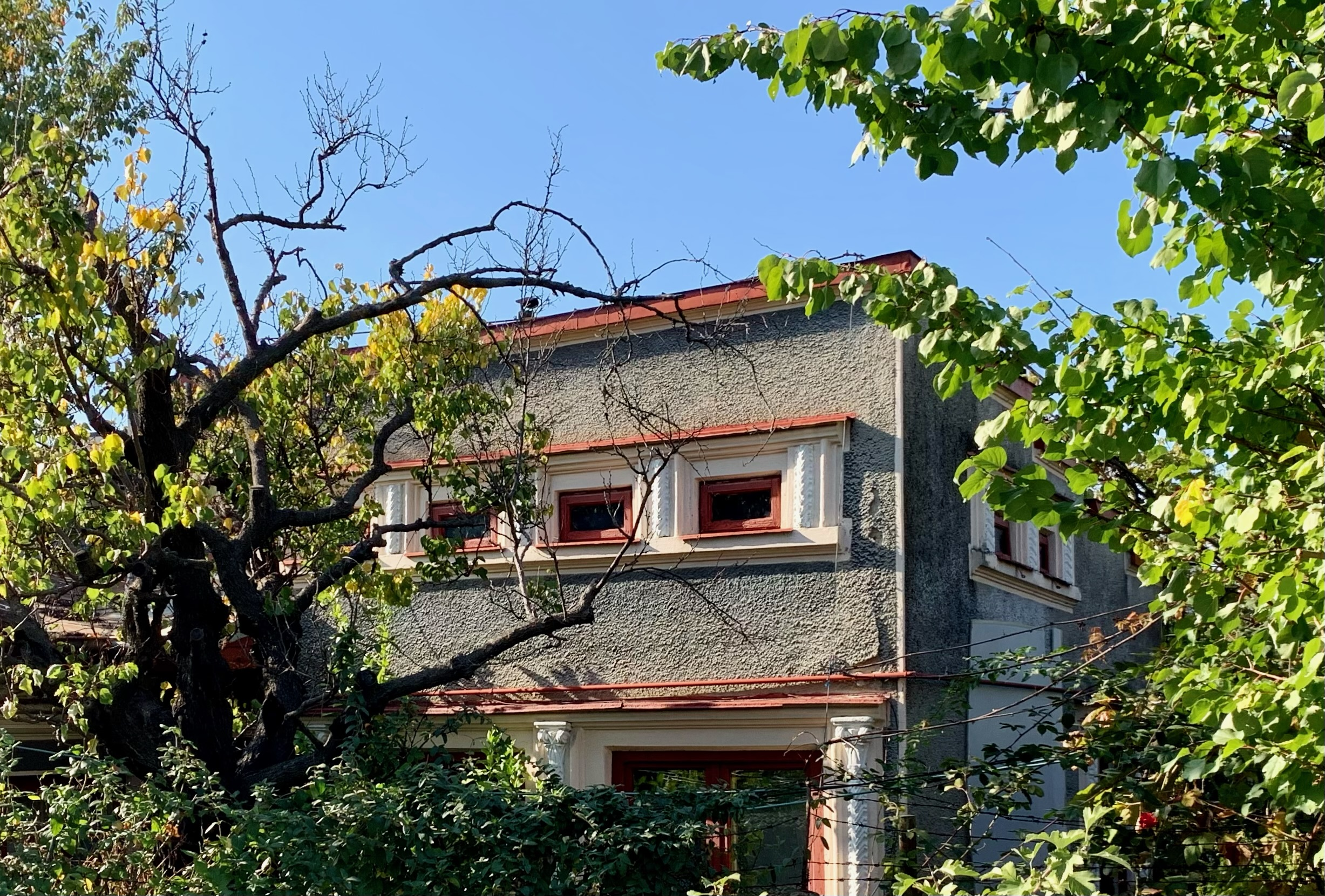
Strada Cireșoaia nr. 39A, probabil vernacular, anii 1930, un exemplu de arhitectură în stil maur/mauro-florentin
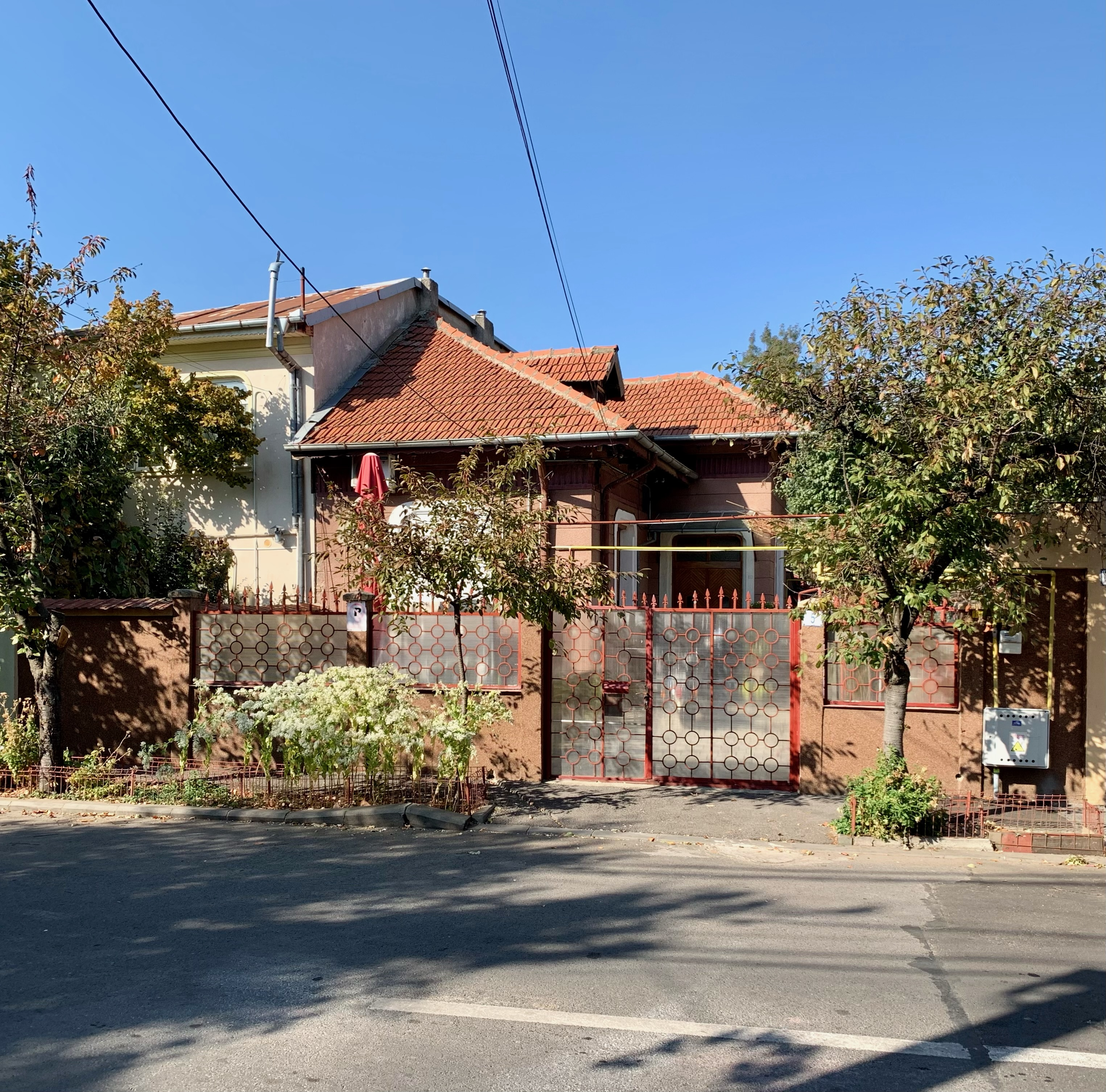
Strada Neajlovului nr. 5, probabil vernacular, anii 1930, un exemplu de arhitectură neoromânească
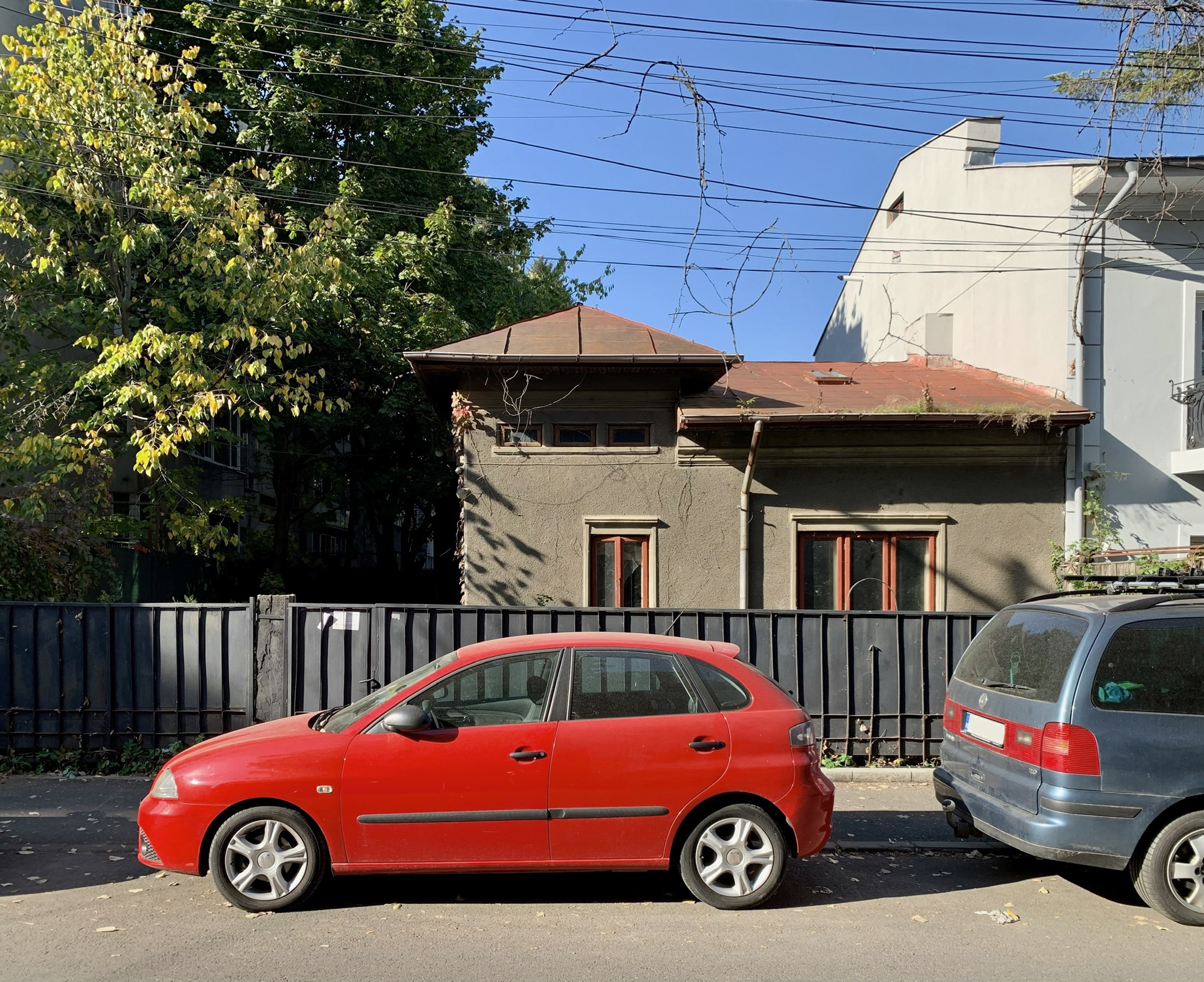
Casă pe Strada Subcetate, anii 1930, care combină Art Decoul cu neoromânescul
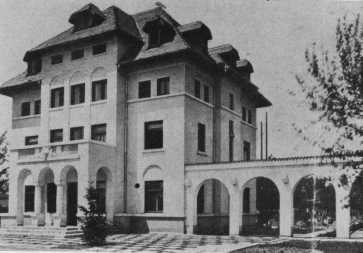
Casa Verde a Legionarilor de pe Strada Lăstărișului, de Constantin Iotzu, 1933
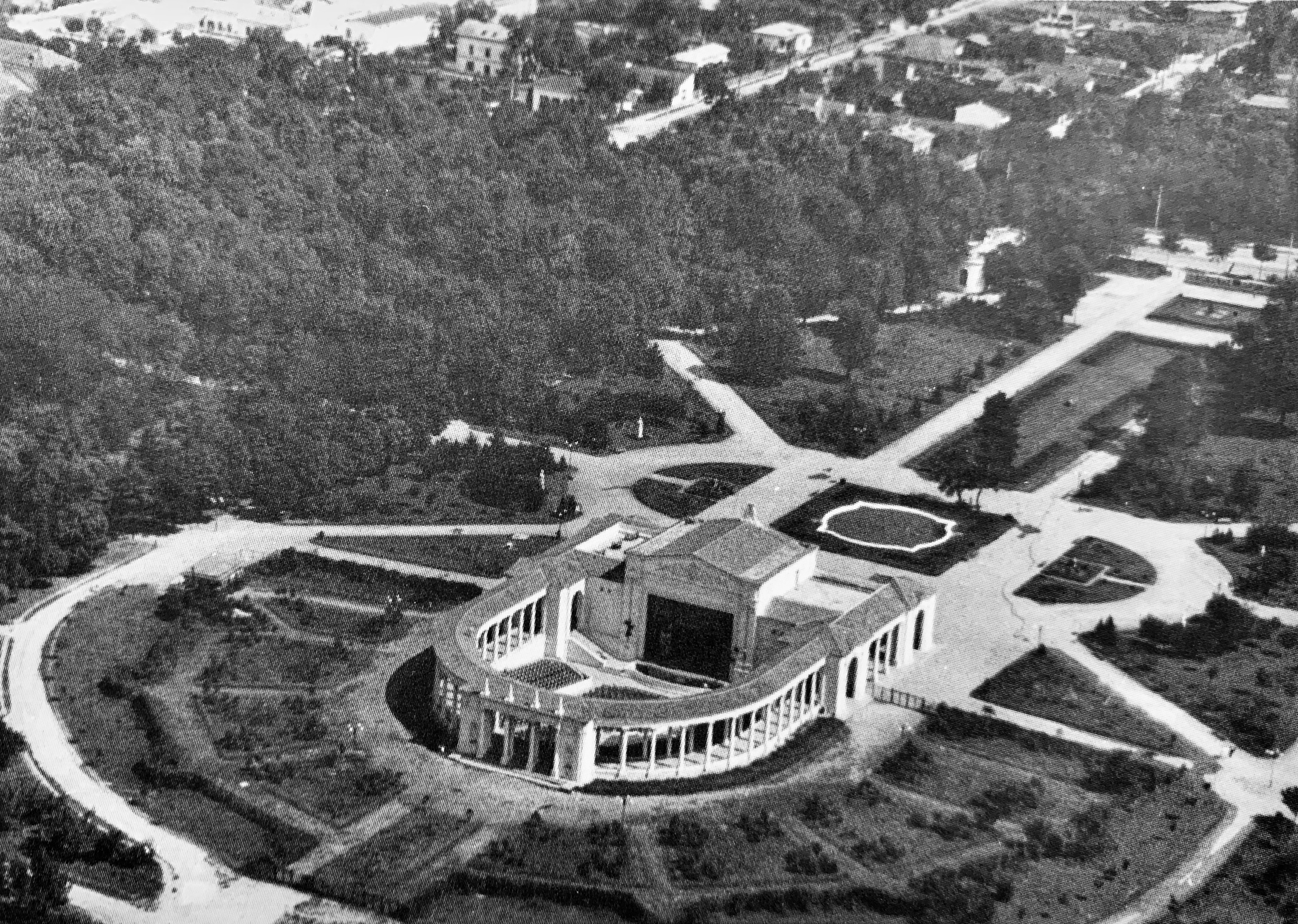
Teatrul de vară Nicolae Bălcescu din Parcul Bazilescu, de P.E. Miclescu, V. Marinescu și V. Agent, 1953
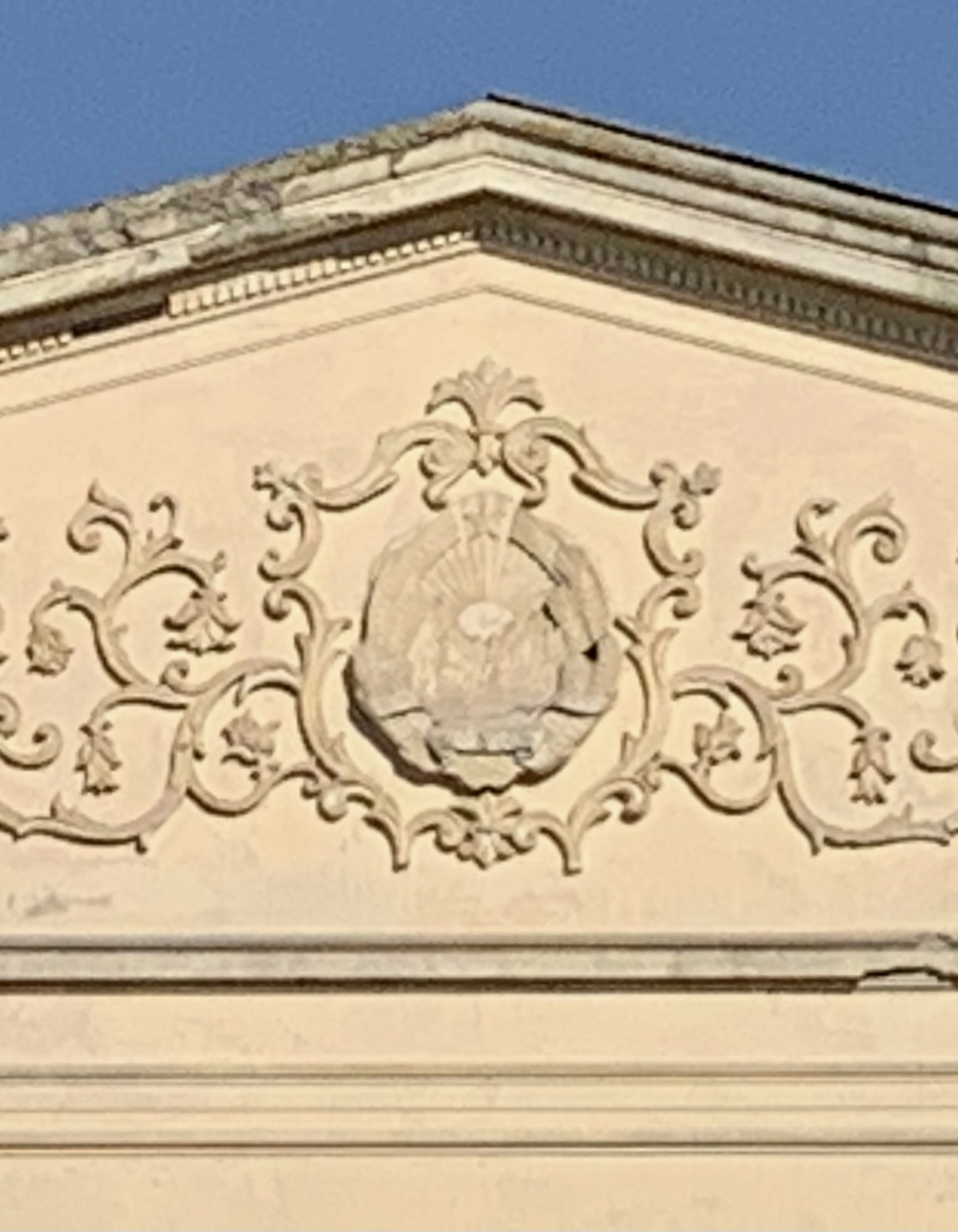
Stema Republicii Populare Române din frontonul Teatrului de Vară Nicolae Bălcescu din Parcul Bazilescu
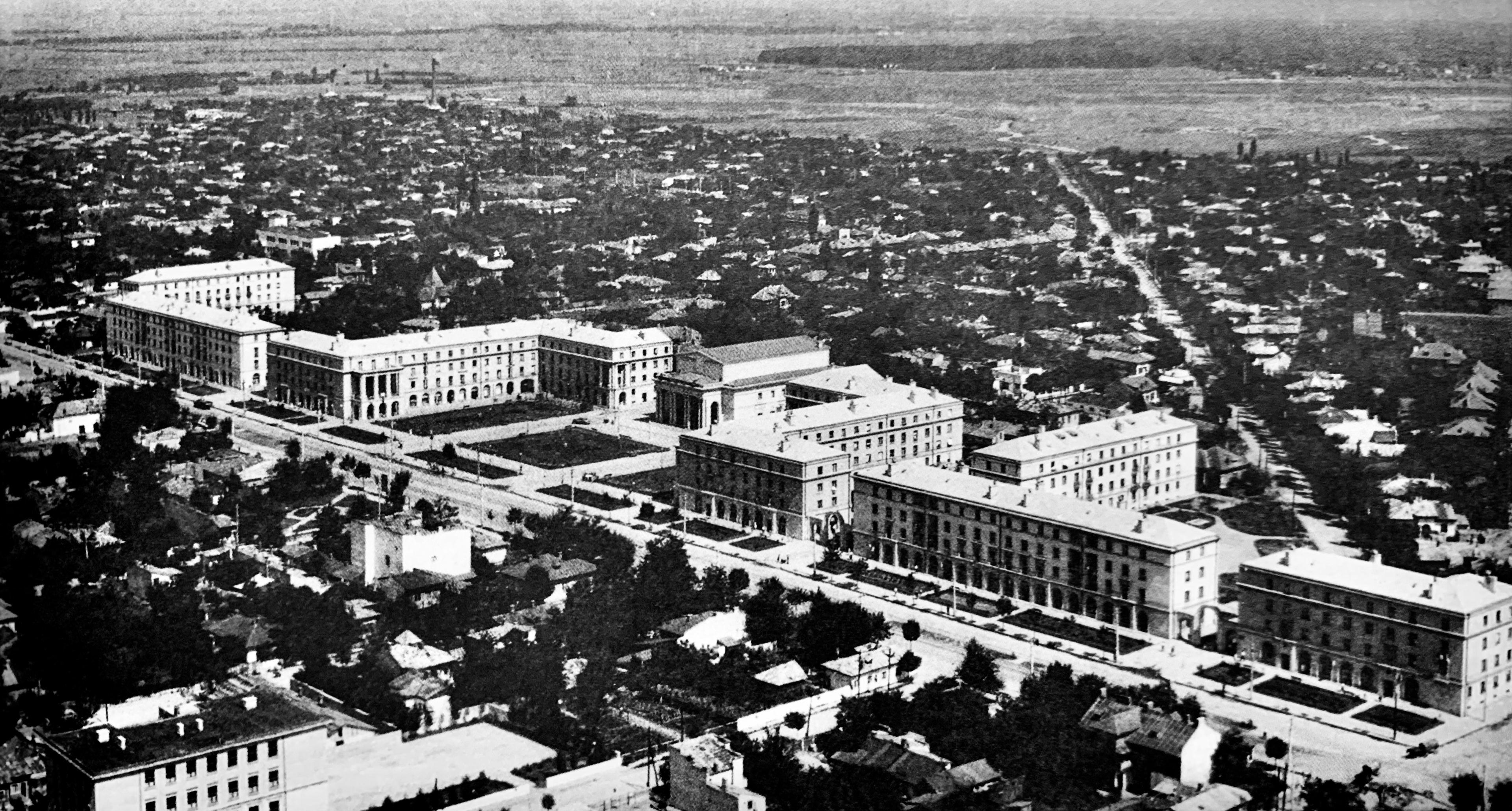
Complexul „Înfrățirea Între Popoare” de pe Bulevardul Bucureștii Noi, de N. Porumbescu, D. Bacalu și T. Stănescu, 1954-1958
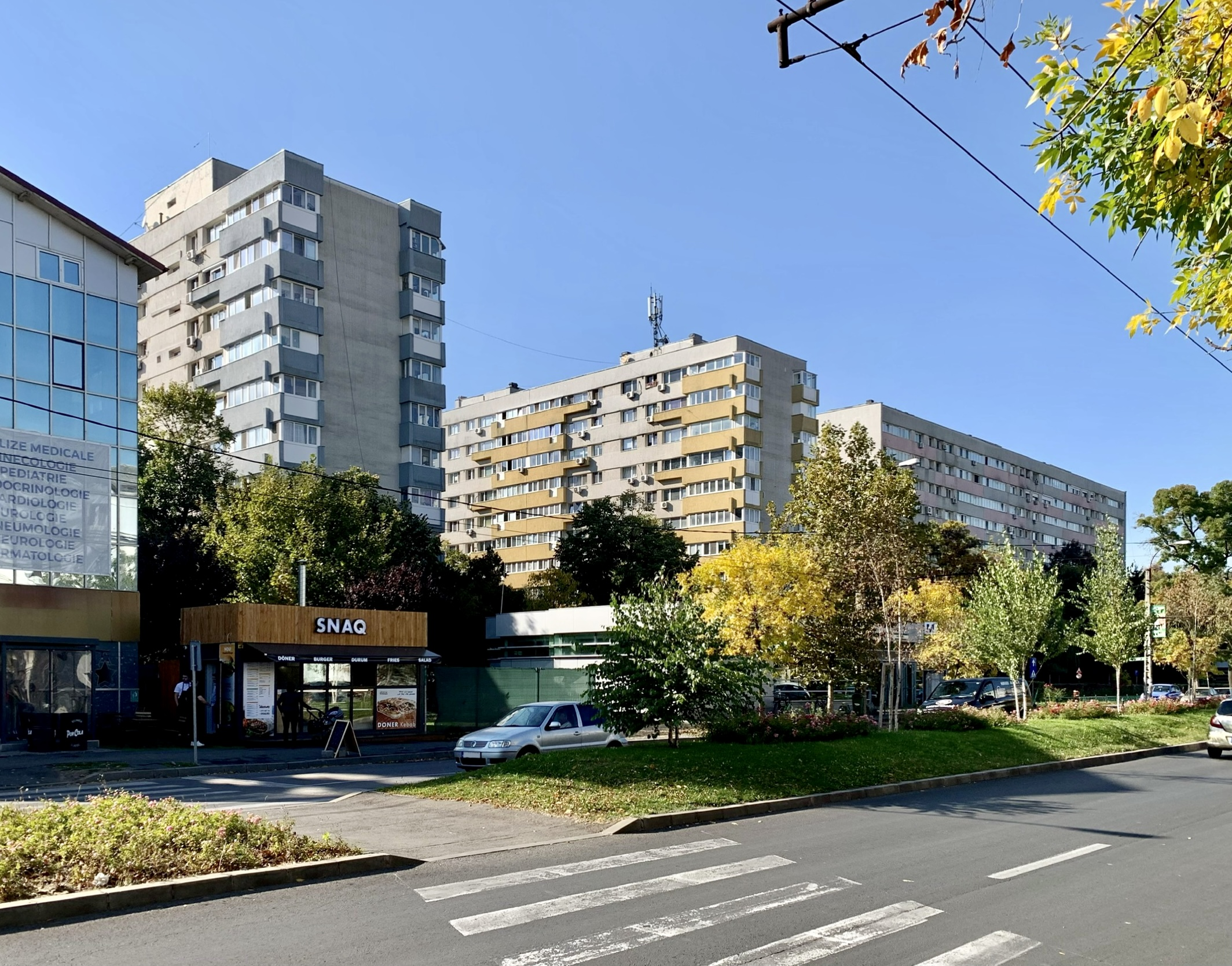
Blocuri înalte de pe Bulevardul Bucureștii Noi, arhitecți necunoscuți, c.1965-1970
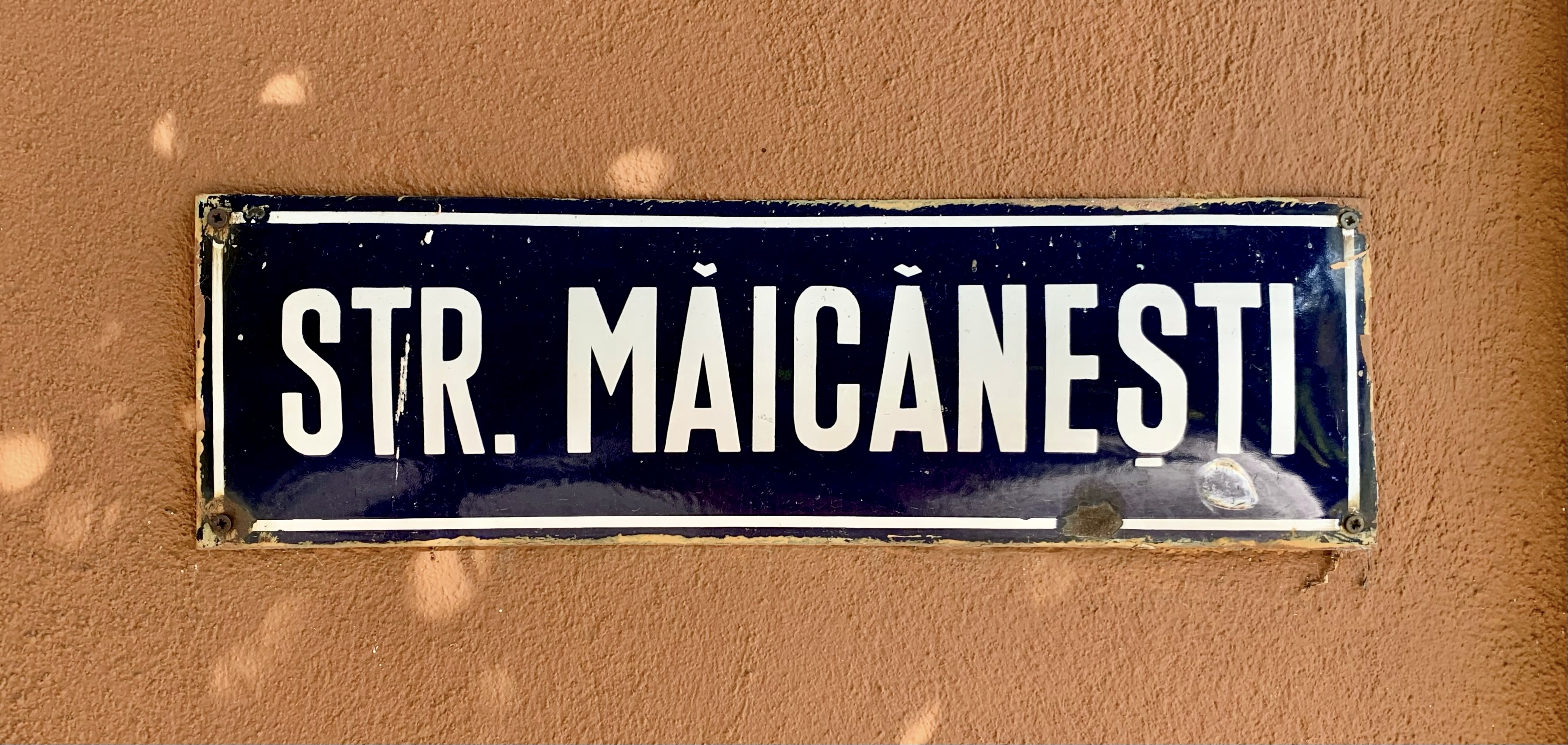
Placă metalică pe Strada Măicănești, c.anii 1960